# Stange (plaats)
Stange is een plaats in de gelijknamige Noorse gemeente Stange, fylke Innlandet. Stange centrum telt 2.782 inwoners (1 januari 2015) en heeft een oppervlakte van 2,05 km².

## Geboren
- Martine Ripsrud (1995), schaatsster

Bottenfjellet · Ilseng · Gata · Ottestad · Romedal · Stange · Sørbygdafeltet · Tangen